# Bożena Stryjkówna
Bożena Stryjkówna (ur. 9 sierpnia 1954 w Warszawie) – polska aktorka filmowa i teatralna.

## Życiorys
W 1978 roku ukończyła studia na Wydziale Aktorskim Państwowej Wyższej Szkoły Filmowej, Telewizyjnej i Teatralnej im. Leona Schillera w Łodzi.
Na deskach teatru zadebiutowała 6 kwietnia 1979 rolą Grety w Szalonej Grecie Stanisława Grochowiaka w reżyserii Haliny Machulskiej. W latach 1978–2014 była związana z warszawskim Teatrem Ochoty, początkowo jako aktorka (1978–2002), w latach 1996–2009 jako zastępca dyrektora artystycznego, a od 2009 do 2014 roku jako kierownik Ogniska Teatralnego Teatru Ochoty. Zajmowała się też reżyserią teatralną. Aktorka jest znana głównie z roli Lamii Reno w filmie Seksmisja.
Jej pierwszym mężem był reżyser Juliusz Machulski, rozwiedli się. Obecnie jej mężem jest aktor i reżyser Andrzej Walden.

## Filmografia
- 1978: Układ krążenia jako pielęgniarka
- 1980: Ware die Erde nicht rund... jako Christiane
- 1982: Matka Królów jako nauczycielka Stasia
- 1984: Seksmisja jako Lamia Reno
- 2013: Chce się żyć – konsultacja aktorska
- 2017: Robal – konsultacja aktorska
- 2019: Ikar. Legenda Mietka Kosza – trening aktorski

Źródło: Filmpolski.pl.

## Nagrody
- 1981: Szczecin – XVI Ogólnopolski Przegląd Teatrów Małych Form „Kontrapunkt” – wyróżnienie honorowe jury za rolę w przedstawieniu „Wieczór autorski” Marka Hłaski w Teatrze Ochoty w Warszawie[2]